# Thibaut Favrot
Thibaut Favrot (* 22. Dezember 1994 in Straßburg, Bas-Rhin) ist ein französischer Skirennläufer. Er gehört aktuell dem A-Kader des französischen Skiverbandes an und ist auf die Disziplin Riesenslalom spezialisiert.

## Biografie
Favrot stammt aus Duppigheim in der Nähe von Straßburg. Zwei Wochen nach seinem 15. Geburtstag bestritt er in Frankreich seine ersten FIS-Rennen. Im Januar 2012 debütierte er in der Abfahrt von Val-d’Isère im Europacup. Im Februar 2013 nahm er in Québec an seinen ersten Juniorenweltmeisterschaften teil, kam jedoch nicht über die Ränge 20 und 33 in Slalom und Abfahrt hinaus. Ein Jahr später startete er in Jasná in allen fünf Disziplinen, wobei Rang acht in der Super-Kombination sein einziges Top-10-Ergebnis war. Im Dezember 2013 errang er im Rahmen der Winter-Universiade in Pozza di Fassa die Silbermedaille im Riesenslalom.
Nach mehreren Wintern mit mäßigen Europacup-Ergebnissen und einem zweiten Platz im South American Cup gab Favrot im Riesenslalom von Sölden am 25. Oktober 2015 sein Weltcup-Debüt, wobei er ohne Punkte blieb. Im März 2016 kürte er sich in Les Deux Alpes erstmals zum französischen Meister in der Super-Kombination. Der internationale Durchbruch gelang ihm in der Saison 2017/18, als er mit Rang 24 auf der Gran Risa in Alta Badia nicht nur seine ersten Weltcuppunkte gewann, sondern im Europacup die ersten Spitzenresultate einfuhr. Nach einem dritten Platz in Trysil feierte er im Februar 2018 in St. Moritz seinen ersten Sieg. Sein bestes Weltcupergebnis in diesem Winter war ein 17. Platz in Garmisch-Partenkirchen.
Mit Rang 18 im Riesenslalom-Klassiker in Alta Badia qualifizierte sich Favrot für den Parallel-Riesenslalom am 17. Dezember 2018, in welchem er erst im Finale Marcel Hirscher unterlag und mit Rang zwei seinen bisher einzigen Podestplatz im Weltcup feierte. Dies blieb sein einziges herausragendes Ergebnis in diesem Winter, weshalb er nicht an den Weltmeisterschaften teilnahm. Dennoch schaffte er die Aufnahme in den französischen A-Kader. Das beste Ergebnis in der Saison 2019/20 war Platz 6 am 9. Februar 2020 im Parallel-Riesenslalom von Chamonix. Das erste Top-10-Ergebnis in einem Weltcup-Riesenslalom folgte zwei Wochen später mit Platz 8 in Naeba.
Besonders erfolgreich war Favrot während der Saison 2020/21. Fünfmal erzielte er in seiner Paradedisziplin Riesenslalom eine Platzierung unter den besten zahn, das beste Weltcupergebnis des Winters war Platz 4 in Bansko Ende Februar 2021. Obwohl Favrot einen schwierigen Sart in die Saison 2021/22 hatte und nicht über einen 13. Platz in Adelboden hinauskam, qualifizierte er sich für die Olympischen Winterspiele 2022 in Peking. Dort belegte er im Riesenslalom zeitgleich mit Alexis Pinturault den fünften Platz. Nachdem die Saison 2022/23 mit einem zehnten Platz in Sölden vielversprechend begonnen hatte, stürzte Favrot Ende November 2022 in Levi während eines Trainingslaufs und erlitt einen Kreuzbandriss im linken Knie. Sein Comeback im Winter 2023/24 war ansprechend: Favrot fuhr in neun von zehn Weltcup-Riesenslaloms in die Punkteränge; während er nie schlechter als auf Platz 19 klassiert war, bildeten zwei elfte Plätze in Alta Badia und Saalbach-Hinterglemm die besten Ergebnisse.

## Erfolge

### Olympische Spiele
- Peking 2022: 5. Riesenslalom

### Weltmeisterschaften
- Saalbach-Hinterglemm 2025: 6. Riesenslalom, 8. Mannschaftswettbewerb

### Weltcup
- 10 Platzierungen unter den besten zehn, davon 1 Podestplatz

### Weltcupwertungen
| Saison  | Gesamt | Gesamt | Riesenslalom | Riesenslalom | Parallel | Parallel |
| Saison  | Platz  | Punkte | Platz        | Punkte       | Platz    | Punkte   |
| ------- | ------ | ------ | ------------ | ------------ | -------- | -------- |
| 2017/18 | 110.   | 27     | 37.          | 27           | –        | –        |
| 2018/19 | 61.    | 111    | 19.          | 111          | –        | –        |
| 2019/20 | 59.    | 137    | 24.          | 71           | 7.       | 66       |
| 2020/21 | 33.    | 248    | 9.           | 232          | 15.      | 16       |
| 2021/22 | 87.    | 64     | 24.          | 51           | 18.      | 13       |
| 2022/23 | 118.   | 26     | 38.          | 26           | –        | –        |
| 2023/24 | 51.    | 160    | 19.          | 160          | –        | –        |
| 2024/25 | 53.    | 162    | 16.          | 162          | –        | –        |

### Europacup
- Saison 2017/18: 8. Riesenslalomwertung
- 2 Podestplätze, davon 1 Sieg:

| Datum            | Ort        | Land    | Disziplin    |
| ---------------- | ---------- | ------- | ------------ |
| 26. Februar 2018 | St. Moritz | Schweiz | Riesenslalom |

### South American Cup
- Saison 2019: 7. Riesenslalomwertung
- 2 Podestplätze, davon 1 Sieg:

| Datum              | Ort          | Land        | Disziplin    |
| ------------------ | ------------ | ----------- | ------------ |
| 18. September 2019 | Cerro Castor | Argentinien | Riesenslalom |

### Juniorenweltmeisterschaften
- Québec 2013: 20. Slalom, 33. Abfahrt
- Jasná 2014: 8. Super-Kombination, 22. Riesenslalom, 27. Super-G, 39. Abfahrt

### Weitere Erfolge
- 3 französische Meistertitel: Kombination 2016, Riesenslalom 2022, Parallelrennen 2022
- Silbermedaille bei der Winter-Universiade 2013 im Riesenslalom 2013
- 14 Siege in FIS-Rennen